# تبريد بالزيت
التبريد بالزيت يعني استخدام زيت المحرك كمادة مبردة لإزلة الحرارة من محرك الاحتراق الداخلي. تنتقل الحرارة من المحرك الساخن إلى الزيت ومن ثم يدخل الزيت إلى مبادل حراري مثل المشعاع يسمى مبرد الزيت. يعود الزيت مرة أخرى بعد أن يتم تبريده لإتمام عملية التبريد مرة أخرى وهكذا.

## استخدامه
يستخدم الزيت بصورة كبيرة في تبريد محركات الدرجات البخارية وذلك لعدم استخدام سائل تبريد بتلك المحركات. يتم تبريد أسطوانات المحرك بواسطة الهواء ولكن يتم تبريد رأس الأسطوانة أيضاً عن طريق الزيت بجانب الهواء. هناك نظام تدوير الزيت بالمحرك للقيام بعملية التزييت ولكنه يمر من خلال رأس الأسطوانة وبالتالي يمكن استخدامه للتبريد. بالمقارنة مع النظام عند استخدامه فقط لعملية التزييت فإن استخدام الزيت كمبرد أيضا يتطلب زيادة معدل سريانه وسعة أكبر له وكذلك مبرد للزيت.
في الدرجات البخارية يمكننا استخدام الهواء لعملية التبريد فقط ويمكن أن يتعاون معه الزيت عندا نحتاج إلى تبريد أكثر. لكن عندما يتعمل التبريد بمحركات السباقات، فإن هذه المحركات ينتج عنها كميات من الحرارة كبيرة وبالتالي يفضل استخدام الماء أو سائل لعملية التبريد.
يمكن أن تتعرض محركات الطيران التي يتم تبريدها بواسطة الهواء إلى صدمة تبريد أثناء عملية الهبوط. عند عملية الهبوط فإن المحرك ينتج عنه كمية من الحرارة قليلة بالمقارنة مع الحرارة الناتجة عند الصعود. عند نزول محركات الطيران فإن سرعة الهواء تزداد وبالتالي فإن معدل سريان هواء التبريد يزيد مما قد يسبب تصدع برأس الأسطوانة وحدوث شروخ بها ولكن عند استخدام الزيت مع الهواء فإنه يتغلب على هذه المشكلة وتنعدم نظرا لأن الزيت يجعل رأس الأسطوانة دافئه إلى حد ما.
استخدم درجات سوزوكي نظام التبريد بالزيت عام 1980 ولكنه بعد ذلك اتجه إلى التبريد بالماء.
يستخدم محرك فانكل نظام تبريد بالزيت بالإضافة إلى سائل تبريد كي يتغلب على الحرارة العالية الناتجة. هذا المحرك الدوار شائع الاستخدام في درجات مازدا أرإكس-7 ومازدا أر إكس-8

## مميزات
- درجة غليان الزيت عالية عن الماء لذلك فإنه يمكنه من تبريد المحرك لدرجه حرارة أعلى من 100 درجة سليزيوس.
- الزيت هو عازل للكهرباء لذلك يمكن استخدامه وهو في اتصال مباشر بمكونات كهربائية.
- يستخدم الزيت لعملية التزييت في الأساس لذلك فلا نحتاج إلى خزان إضافي, مضخة أو مشعاع.
- يمكن أن يسبب الماء في تآكل أجزاء المحرك لذلك لا بد من أن تكون معالجة بينما الزيت يساعد على منع التآكل.
- تبريد بالهواء
- تبريد بالماء